# Corroboree

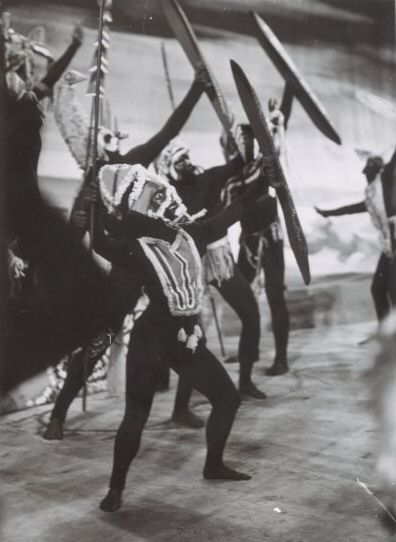
Uma performance de ballet baseado no corroboree

Corroboree é um encontro cerimonial dos aborígenes australianos. A palavra foi cunhada pelos colonizadores europeus da Austrália em imitação à palavra aborígene caribberie.
Num corroboree os aborígenes interagem com o Tempo do Sonho através da dança, música e vestuário. Muitas cerimónias celebram eventos do Tempo dos Sonhos. Muitas das cerimónias são sagradas e pessoas estranhas à comunidade não são permitidas participarem ou verem. "Os seus corpos pintados de diversas formas, e usando vários adornos, que não eram usados todos os dias"."